# Fabrice Henry
Fabrice Henry, né le 13 février 1968 à Argenteuil, est un footballeur français qui évoluait au poste de milieu de terrain.
Il est un grand ami de Franck Hervieu, ancien joueur du Havre Athletic Club et du Paris Saint-Germain ayant disputé une quarantaine de matchs en professionnel.
Ils étaient tous les deux en équipe de France cadets.

## Biographie
Fabrice Henry est formé au FC Sochaux-Montbéliard avec lequel il débute professionnel en 1984. Après trois saisons en Ligue 1 pendant lesquelles il gagne petit à petit du temps de jeu et marque ses deux premiers buts, le club est relégué en deuxième division. Mais Sochaux a de la ressource et n'y reste qu'une saison puisque le club termine vice-champion de France de Division 2 l'année suivante après une défaite en finale face au RC Strasbourg et se voit promu en D1. Pendant cette saison en D2, Sochaux réussi son parcours en Coupe de France et atteint la finale après avoir éliminé plusieurs clubs de l'élite notamment le Paris SG, le Montpellier HSC, le RC Lens et l'OGC Nice mais s'incline au Parc des Princes face au FC Metz lors de la séance de tirs au but. 
Il devient un titulaire indiscutable du club après la montée en Division 1. En 1989-1990, il participe à la Coupe UEFA où Sochaux élimine le club luxembourgeois de La Jeunesse d'Esch sur deux scores fleuves (5-0, 7-0) avant d'être éliminé par l'AC Fiorentina après deux matchs nuls à l'aller comme au retour.  
Il passe neuf saisons dans le club franc-comtois avant de rejoindre l'Olympique de Marseille avec lequel il est vice-Champion de France. Mais malgré une place de second, l'OM est relégué à la suite de l'Affaire VA-OM et il quitte le club pour rejoindre le Nîmes Olympique. Il n'y reste qu'une saison comme au Perpignan FC, au Toulouse FC puis au club espagnol du CD Toledo, tous en seconde division. Il termine sa carrière avec deux saisons en Suisse au FC Bâle puis une en Écosse avec le Hibernian FC.

## Palmarès

### En club
- Vainqueur de la Coupe Gambardella en 1983 avec le FC Sochaux
- Vice-champion de France en 1994 avec l'Olympique de Marseille
- Finaliste de la Coupe de France en 1988 avec le FC Sochaux
- Vice-champion de France de Division 2 en 1988 avec le FC Sochaux